# Університет Айови
Університет Айови (англ. University of Iowa) — громадський дослідницький університет в США, розташований в місті Айова-Сіті штату Айова. Це найстаріший університет штату, він був заснований 25 лютого 1847 року. До складу університету входять 11 коледжів, що ведуть підготовку бакалаврів, магістрів та докторів. За класифікацією Карнегі установ вищої освіти має базовий рівень RU/VH (дуже висока наукова активність).
З 1909 року входить в Асоціацію американських університетів.

## Історія

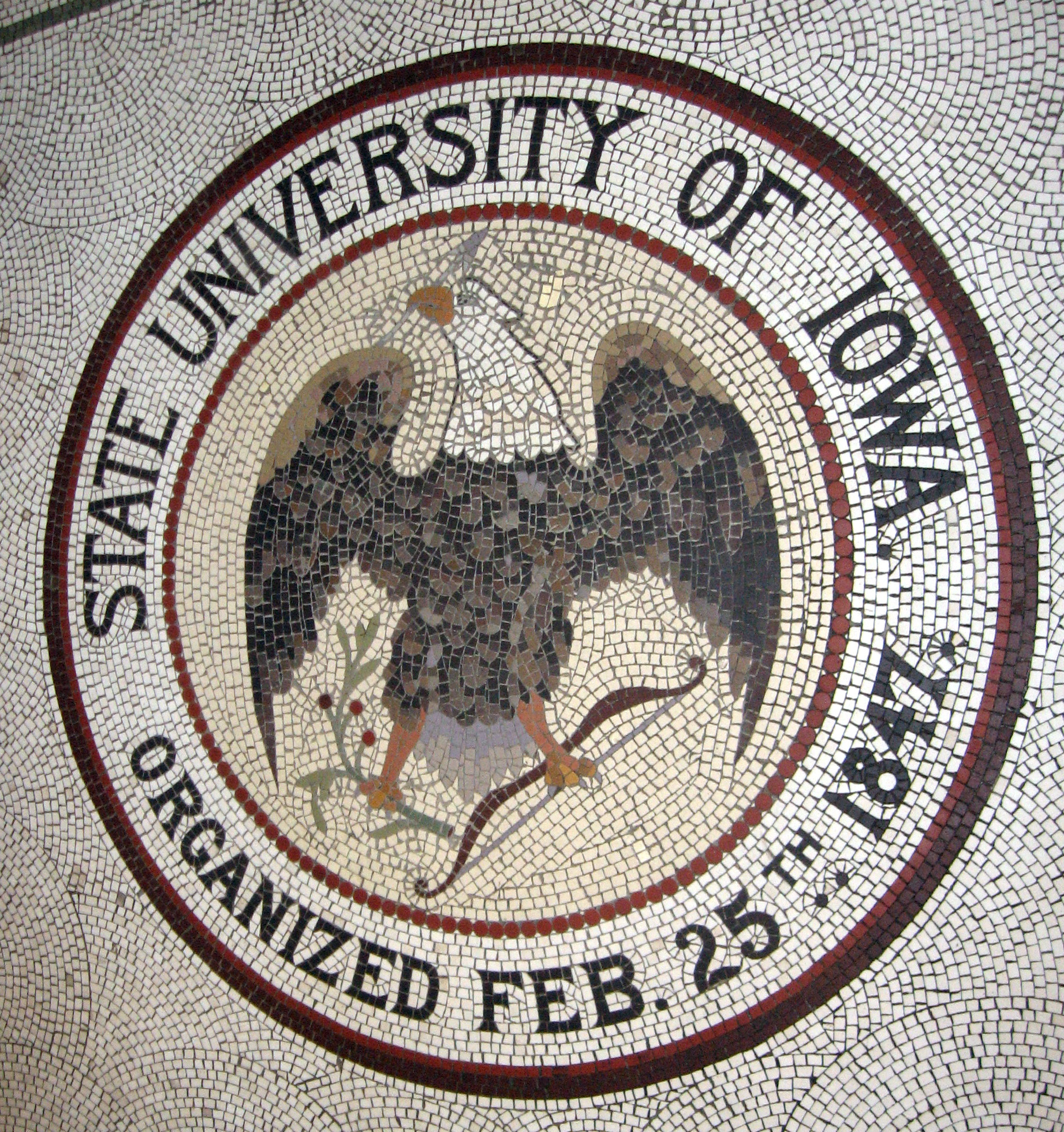
Мозаїка 1908 з зображенням печатки університету в Айова-Холл

Університет Айови заснований 25 лютого 1847 року як перший громадський заклад вищої освіти штату Айова, всього через 59 днів після формування самого штату. Юридична назва установи — Державний університет Айова (State University of Iowa), однак така назва викликала плутанину з іншим Айовським державним університетом (Iowa State University), тому в жовтні 1964 року для повсякденного використання Рада регентів затвердила назву Університет Айови (University of Iowa).
Перший коледж відкрив свої двері в березні 1855 року та розташовувався в будівлі, де нині розташований Сіасхор-Холл. У вересні того ж року число учнів склало 124 студента, серед яких 41 жінка. В 1856-57 навчальних роках здійснювалася підготовка за дев'ятьма спеціальностями: стародавні мови, сучасні мови, інтелектуальна філософія, філософія моралі, історія, природознавство, математика, натурфілософія та хімія. Першим президентом був Амос Дін.

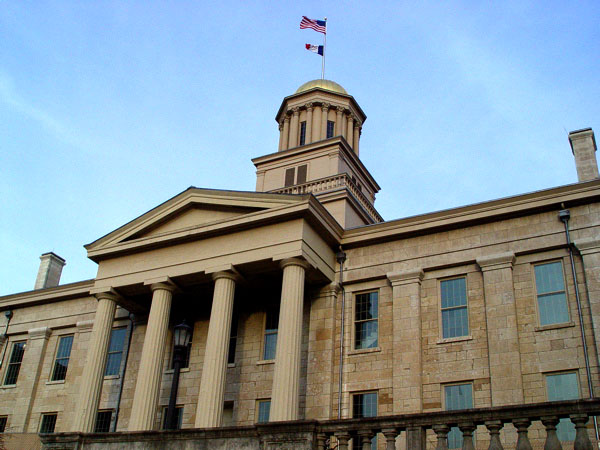
Стара будівля капітолія штату Айова, яка з 1857 року використовується університетом

Оригінальний кампус університету включає в себе стару будівлю капітолія штату Айова і 40 тис. м² землі навколо нього. Закладка наріжного каменю в основу будівлі відбулася 4 липня 1840 року. З 5 грудня 1842 року тут розміщувалися П'яті законодавчі збори території Айова, а 28 грудня 1846 року ця будівля стала першим Капітолієм штату Айова. У 1857 році капітолій був переміщений в Де-Мойн, а звільнену будівлю зайняв університет.
Університет Айови може похвалитись рядом досягнень та рішень, в яких він став першим. У 1855 році став першим громадським університетом у США, що визнав рівні права на освіту для чоловіків та жінок. Став першим серед громадських, який присвоїв вчену ступінь юриста жінці (Мері Уілкінсон, 1873) та афроамериканцю (Олександр Кларк, 1879), що взяв афроамериканця в університетську спортивну команду (Френк Холбрук, 1895).
На захід від річки Міссісіпі Університет Айови став першим, що заснував юридичну школу, запустив свою радіостанцію, а також першим в світі почав телевізійне мовлення освітньої програми (1932) і є розробником тестів для стандартизованого тестування.
У 1970 році університет Айови першим з громадських університетів США офіційно визнав права геїв, лесбійок, бісексуалів та транссексуалів.

### Сучасний період

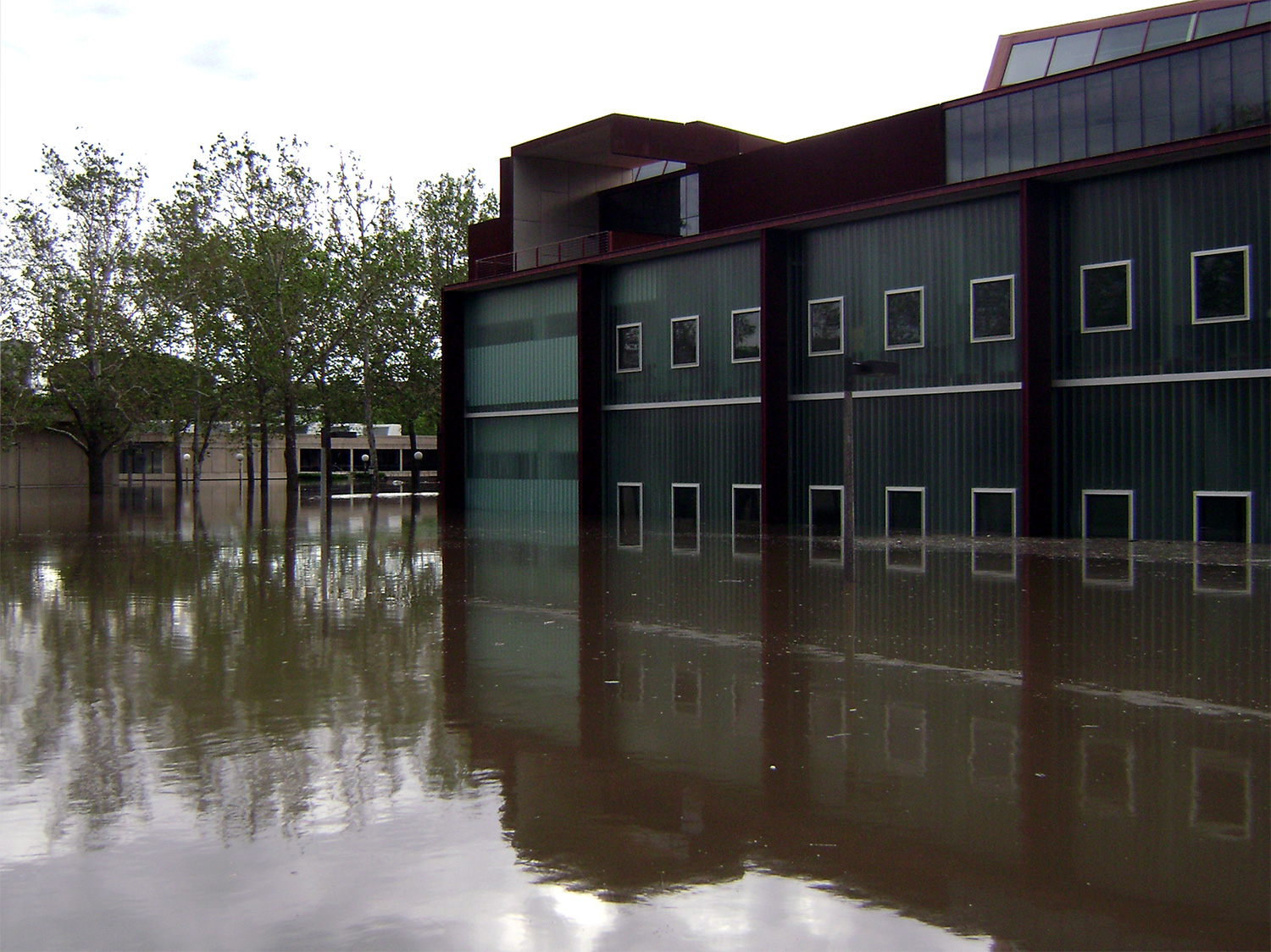
Кампус університету під час повені 2008 року

1 листопада 1991 року четверо співробітників університету та один студент були вбиті, коли Лу Ган, колишній аспірант з фізики, влаштував стрілянину та вчинив самогубство. Мотивом стала образа Лу на декількох викладачів (двоє з них загинуло під час стрілянини) за те, що його дисертація не отримала першого місця в конкурсі на найкращу дисертацію з астрофізики.
13 квітня 2006 року по університету та прилеглій території вдарив торнадо, завдавши значної матеріальної шкоди всьому кампусу. Цей торнадо став найбільш руйнівним серед п'яти торнадо, які пронеслися по округу Джонсон, штат Айова в той вечір. За шкалою Фудзіти йому був присвоєний рівень F2.
8 червня 2008 року повінь на річці Айова призвела до пошкодження 20-ти великих будівель кампусу. Кілька тижнів потому, коли вода відступила, керівництво університету опублікувало попередню оцінку завданих стихією збитків на суму 231,75 млн доларів. Пізніше президент університету оголосив про збитки у розмірі 743 млн. доларів.

## Структура університету

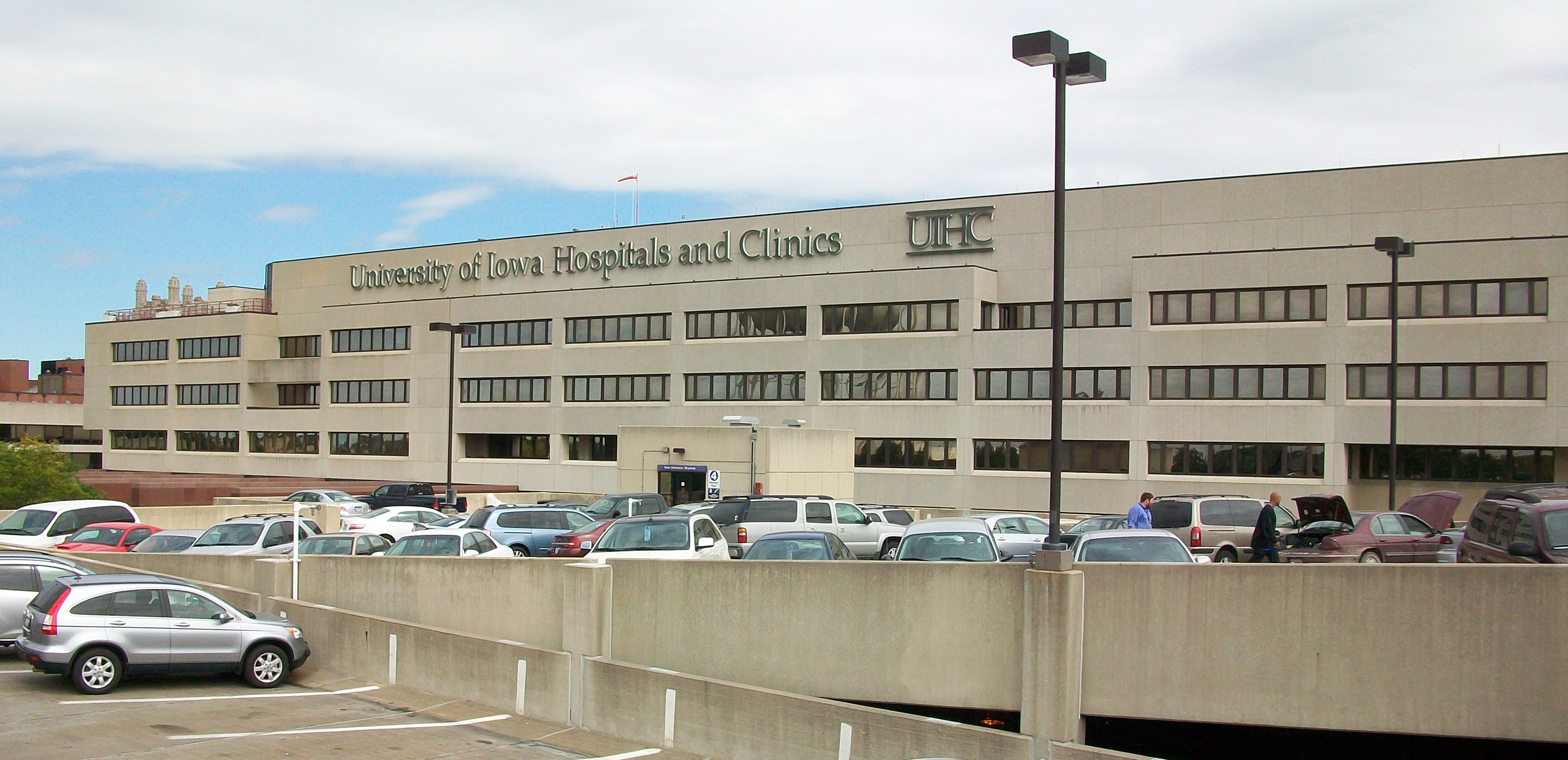
Університетський шпиталь

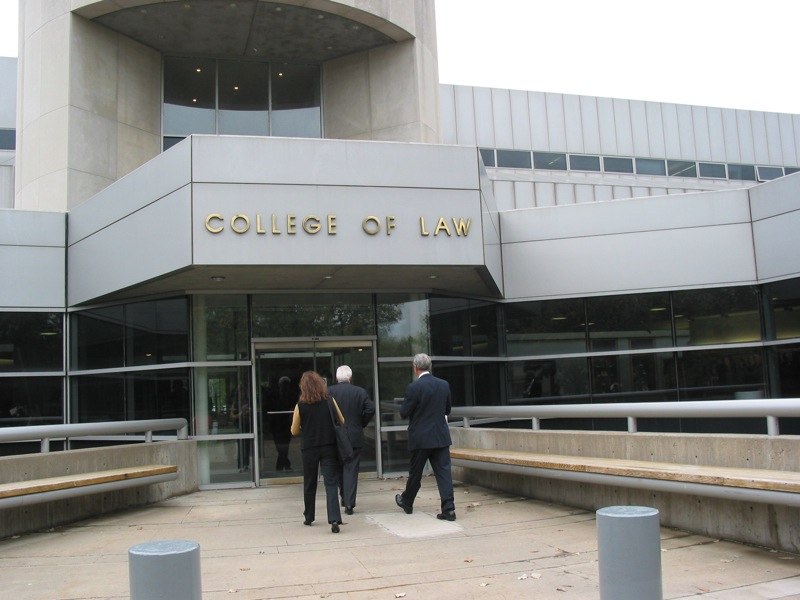
Юридичний коледж

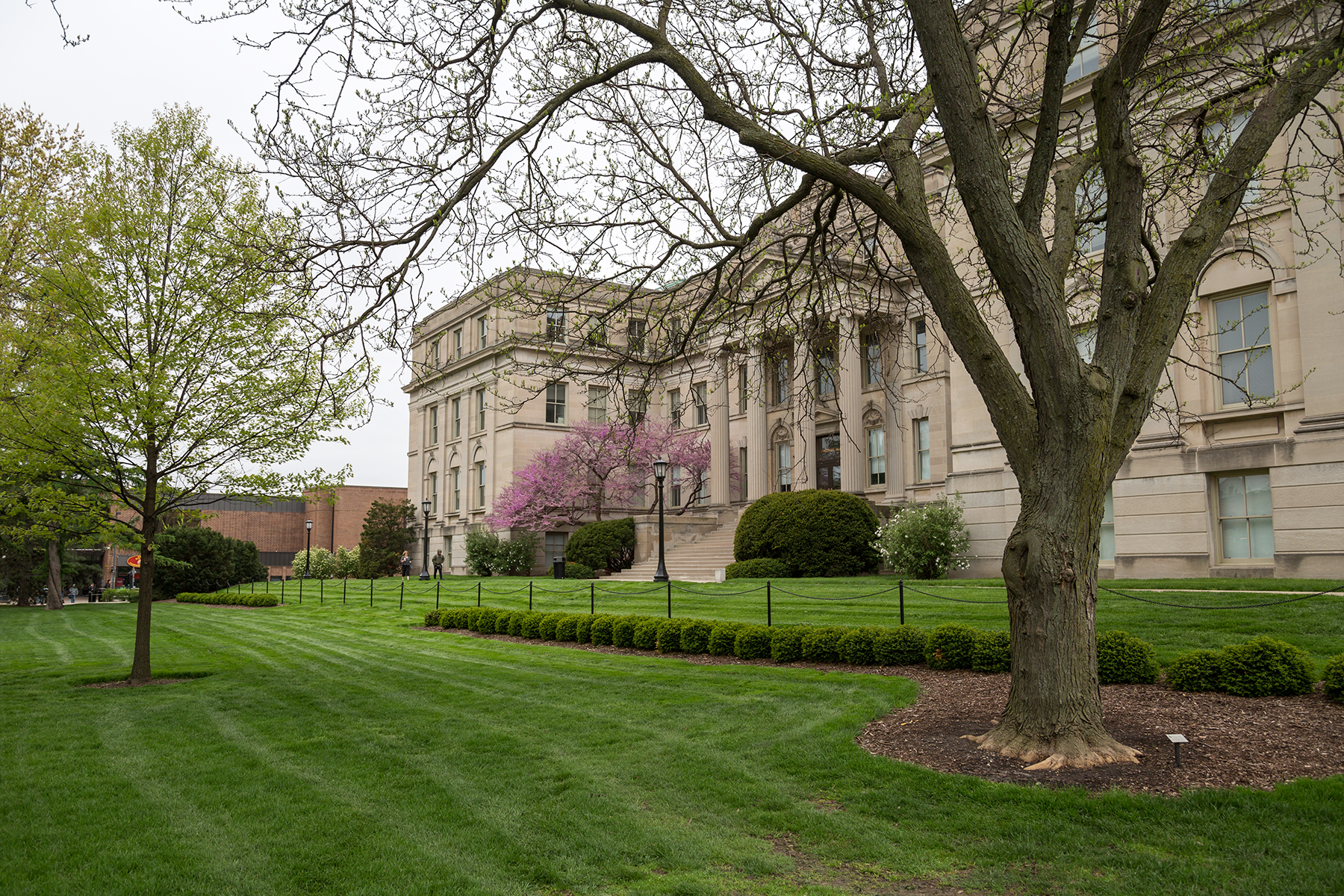
Шеффер Холл, адміністративна будівля коледжу вільних мистецтв та наук

До складу університету Айови входять 11 коледжів та шкіл:
- Коледж вільних мистецтв і наук

Найбільший коледж Університету Айови, який здійснює підготовку бакалаврів, магістрів та докторів в театральному мистецтві, гуманітарних, соціальних, природних науках та математиці. Коледж пропонує більше 100 освітніх програм.
- Стоматологічний коледж

Готує магістрів, докторів та здійснює видачу сертифікатів по стоматологічним спеціальностями.
- Педагогічний коледж

Готує вчителів з дипломом бакалавра, атестованих для початкової освіти та восьми класів середньої школи, а також магістрів як потенційних консультантів, адміністраторів, фахівців з тестування та психологів.
- Інженерний коледж

Готує дипломованих інженерів в області хімії, біохімії, біомедицини, навколишнього середовища, електротехніки, обчислювальної техніки та машинобудування.
- Юридичний коледж

Юридична школа університету входить в число 25 найкращих шкіл в країні. Готує докторів та магістрів по міжнародному та порівняльному праву.
- Коледж сестринської справи

Підготовка здійснюється за програмами в організації догляду за хворими, анестезії, сестринської справи та геронтології.
- Фармацевтичний коледж

Коледж активно співпрацює з компаніями фармацевтичної промисловості та готує для них докторів, магістрів та професіоналів.
- Коледж охорони здоров'я

Веде підготовку магістрів (MPH, MHA) в області біостатистики, психічного здоров'я, епідеміології, управління охороною здоров'я та гігієни.
- Бізнес-коледж ім. Генрі Тіппі

Здійснює підготовку магістрів (MBA) в області бухгалтерського обліку, економіки, фінансів та маркетингу.
- Медичний коледж ім. Дж. Роя і Люсілль Карвер

Випускає фахівців в 25-ти областях медицини
- Коледж магістратури та докторантури

Здійснює координацію підготовки магістрів та докторантів, пропонує міждисциплінарні докторські програми по генетиці людини, токсикології та інформатики.

## Позиції в рейтингах
В Академічному рейтингу університетів світу Університет Айови займає позицію в діапазоні 102–150, а серед національних університетів згідно з цим рейтингом займає позицію 54-58. За щорічними звітами видання U.S. News & World Report, в рейтингу національних університетів він займає 71-е місце, а серед громадських університетів США — 28-е. Ряд освітніх програм Айовського університету в галузі медицини входить в число 20-ти найкращих в країні.

## Відомі випускники
| - Рудольф Мартін Андерсон - канадський зоолог і полярний дослідник - Том Арнольд — американський кіноактор, сценарист, продюсер, комік. - Ллойд Бітцер — американський вчений, ритор. - Том Корагессан Бойл — американський письменник. - Террі Едвард Бранстед — американський політик, 42-й губернатор штату Айова. - Елізабет Катлетт — американський скульптор. - Діабло Коді — американський сценарист. - Норм Коулман — американський політик, сенатор США від штату Міннесота. - Майкл Каннінгем — сучасний американський письменник. - Джеймс Клемент Дудж — міністр закордонних справ Ірландії (1981–1982). - Девід Дрейк — американський письменник-фантаст. - Леон Фестінгер — американський психолог. - Джордж Геллап — вчений, журналіст, статистик, педагог. - Джо Холдеман — американський письменник-фантаст. | - Джон Ірвінг — американський письменник та сценарист. - Коваль Жорж Абрамович — радянський «атомний» розвідник в США. - Ештон Кутчер — американський актор, ведучий та продюсер. - Ніколас Мейер — американський сценарист, режисер, продюсер та письменник. - Джаяпракаш Нараян — видатний індійський політичний діяч. - Дон Нельсон — американський баскетболіст та баскетбольний тренер. - Фланнери О'Коннор — американська письменниця ірландського походження. - Террі О'Квінн — американський актор, найвідоміший за роллю Джона Локка. - Раут Брендон — американський актор та фотомодель. - Джин Сиберг — американська кіноактриса. - Марк Стренд — американський поет, есеїст та перекладач. - Джин Вайлдер — американський актор, режисер, сценарист, продюсер. - Теннессі Вільямс — американський прозаїк та драматург. |

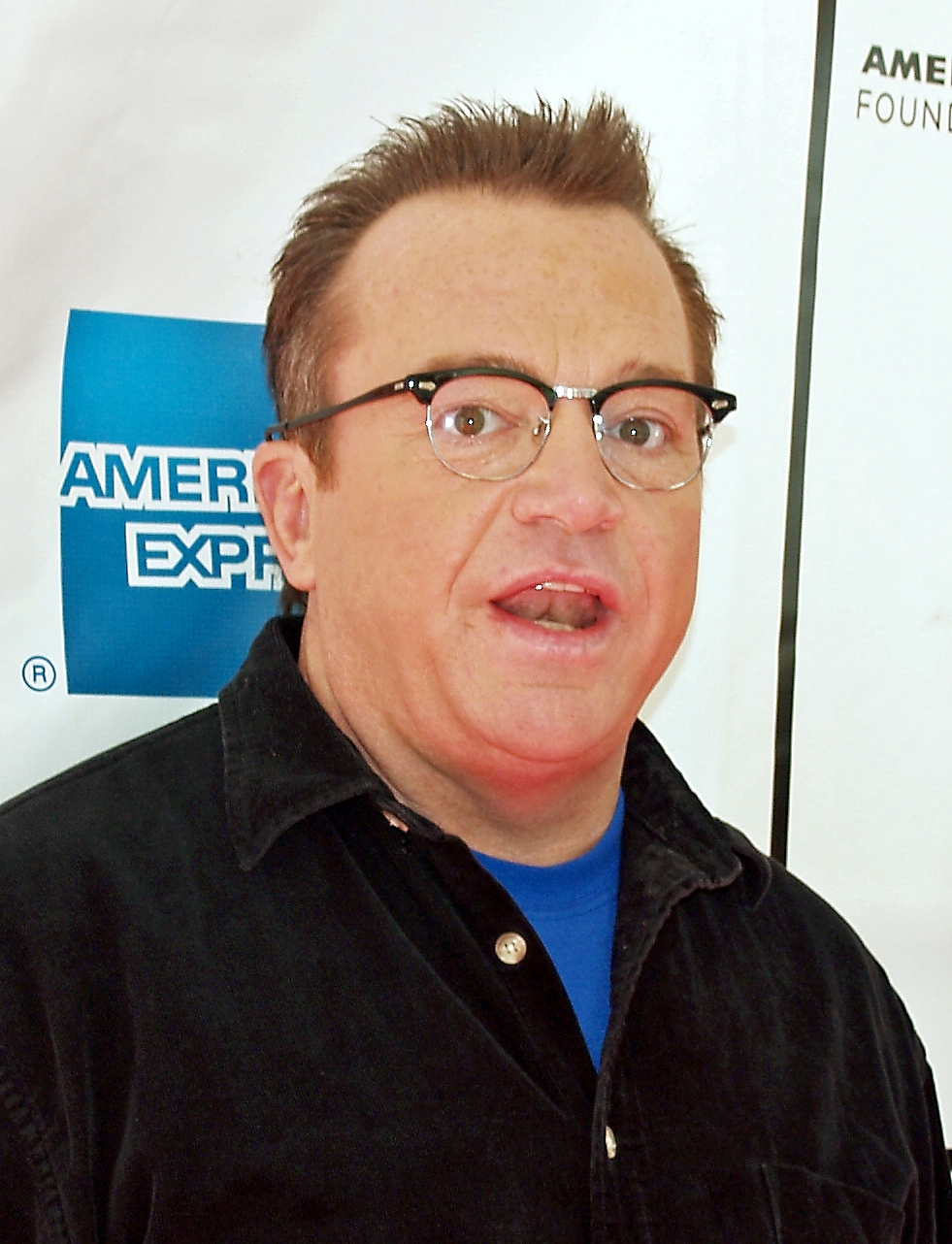
Том Арнольд
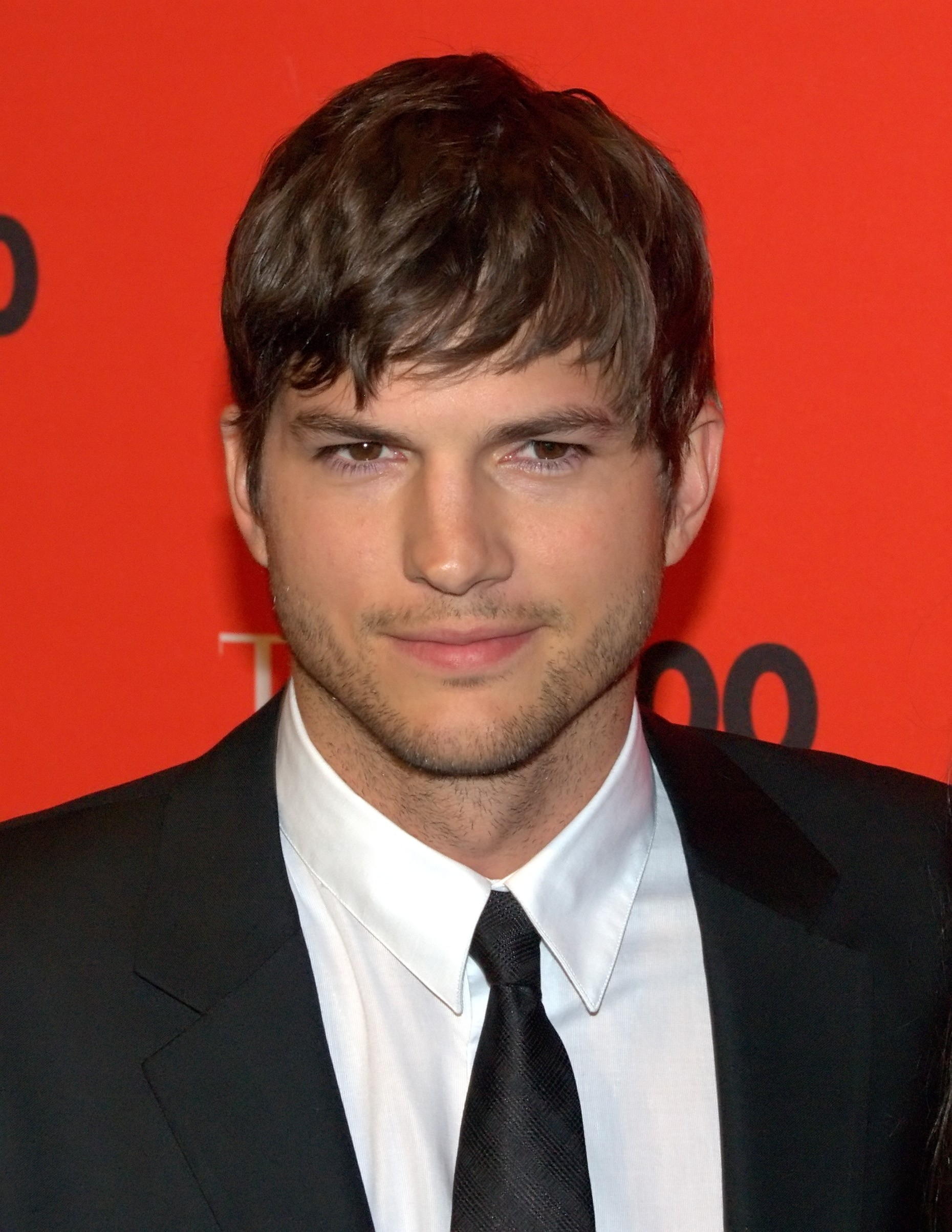
Ештон Кутчер
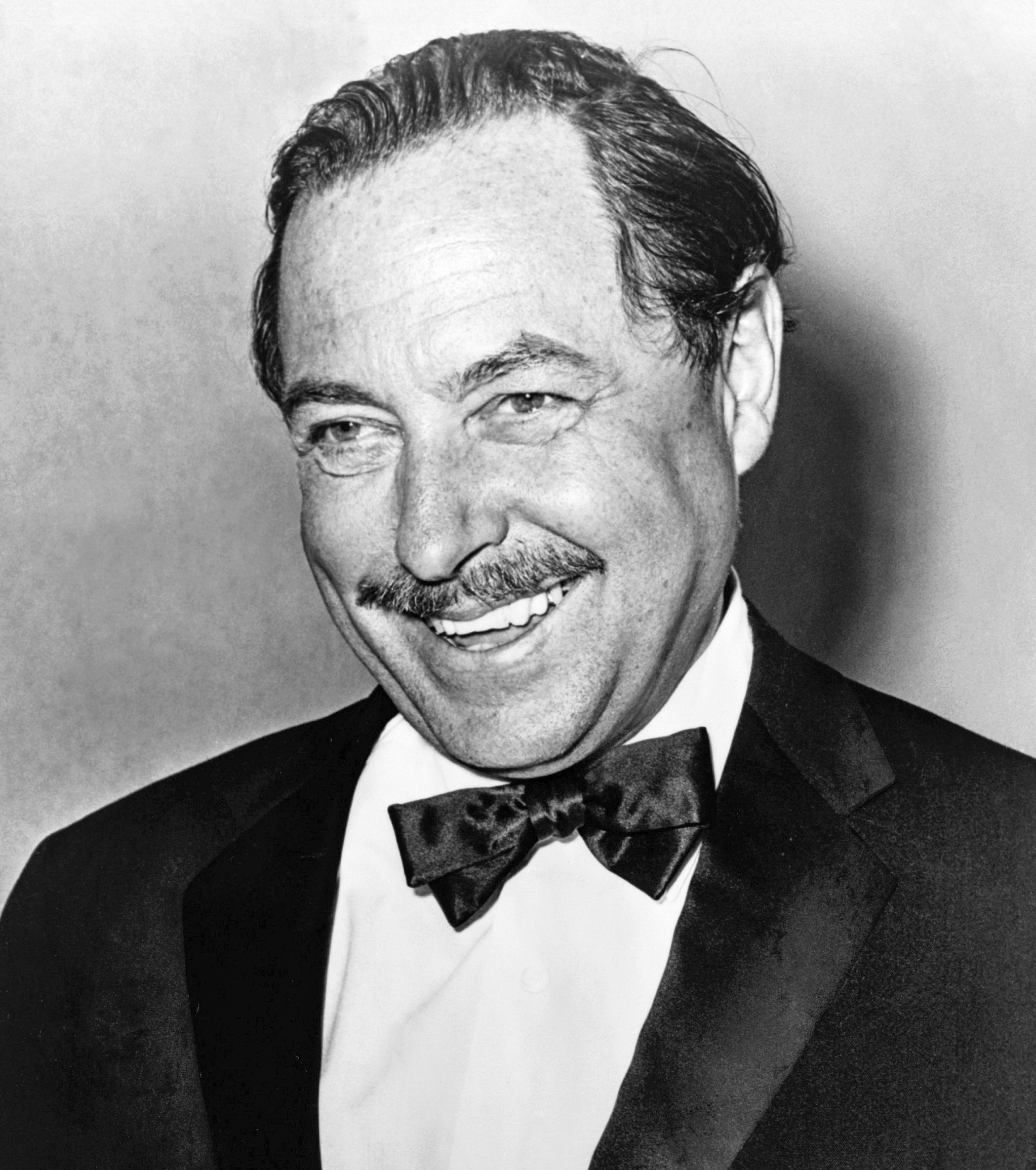
Теннессі Вільямс
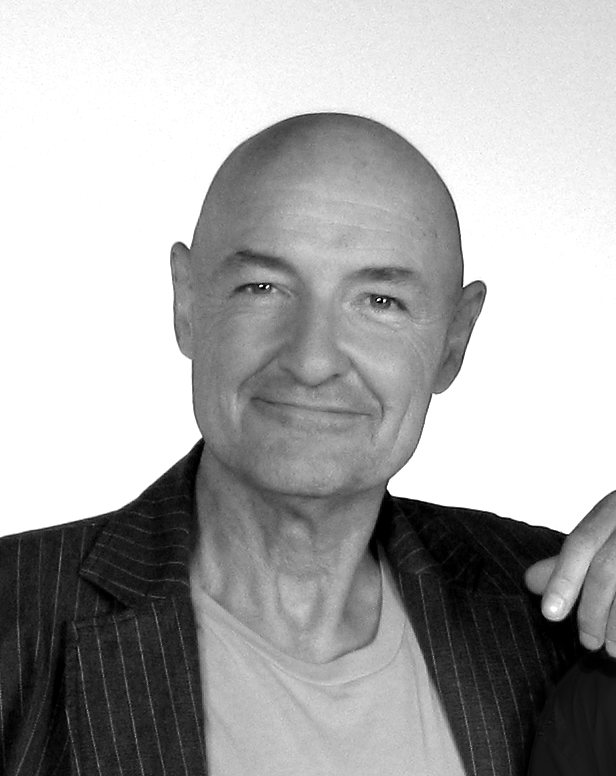
Террі О'Квінн
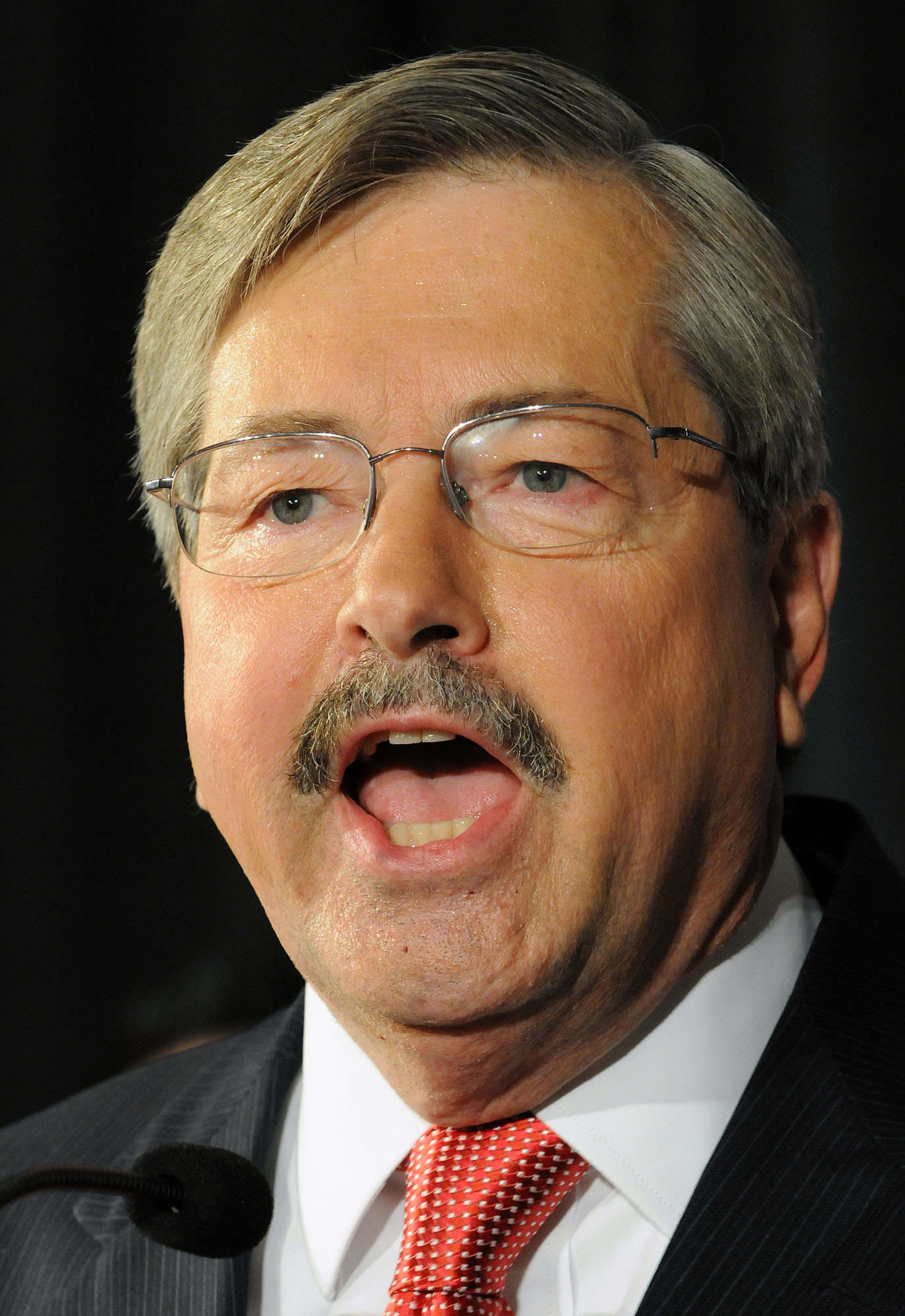
Террі Едвард Бранстед
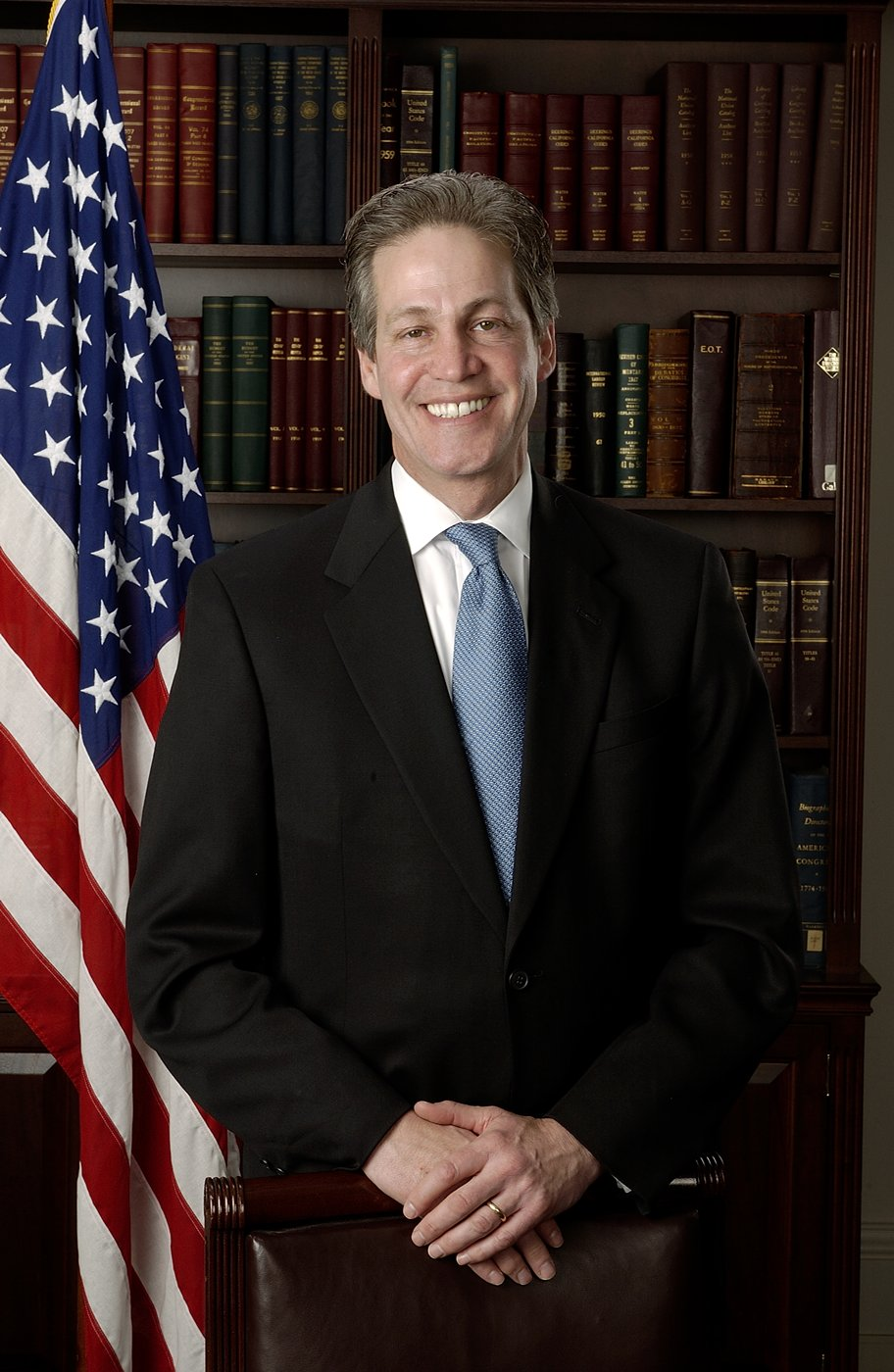
Норм Коулман